# Megachile trucis
Megachile trucis är en biart som beskrevs av Mitchell 1930. Megachile trucis ingår i släktet tapetserarbin, och familjen buksamlarbin. Inga underarter finns listade i Catalogue of Life.